# Teorema di semidecidibilità
Nella logica matematica il teorema di semidecidibilità afferma che:
L'albero unione {\displaystyle T^{\infty }} è chiuso se e solo se c'è un numero naturale{\displaystyle n} tale che l'albero {\displaystyle T_{n}} della successione è chiuso.
Il nome di questo teorema è dovuto alla possibilità di determinare la chiusura di un albero in un numero finito di passi, mentre se tale albero fosse aperto, e dunque l'insieme di formule di partenza soddisfacibile, se ne converrebbe solo dopo un numero infinito di passi.